# Xã Macsville, Quận Grant, Minnesota
Xã Macsville (tiếng Anh: Macsville Township) là một xã thuộc quận Grant, tiểu bang Minnesota, Hoa Kỳ. Năm 2010, dân số của xã này là 114 người.